# Rheinwaldhorn
De Rheinwaldhorn (Italiaans: Adula) is een 3402 meter hoge berg op de grens van de Zwitserse kantons Graubünden en Ticino.
De berg is de hoogste top van de Adula-Alpen en van het Italiaanstalige kanton Ticino. Uit de gletsjers aan de oostflank van de berg ontstaat de Achter-Rijn (Hinterrhein), een van de twee belangrijkste bronnen van de Rijn.
De Rheinwaldhorn kan in 4-5 uur beklommen worden vanuit Ticino via de berghut Capanna Adula (2393 m). Vanuit Graubünden gaat de route omhoog door het Zapportdal naar de Zapporthütte (2276 m) (4 uur). Een alternatief biedt de langere beklimming (6 uur) vanuit het noorden langs de Läntahütte (2090 m) die boven in het Valsertal ligt.